# Биплан

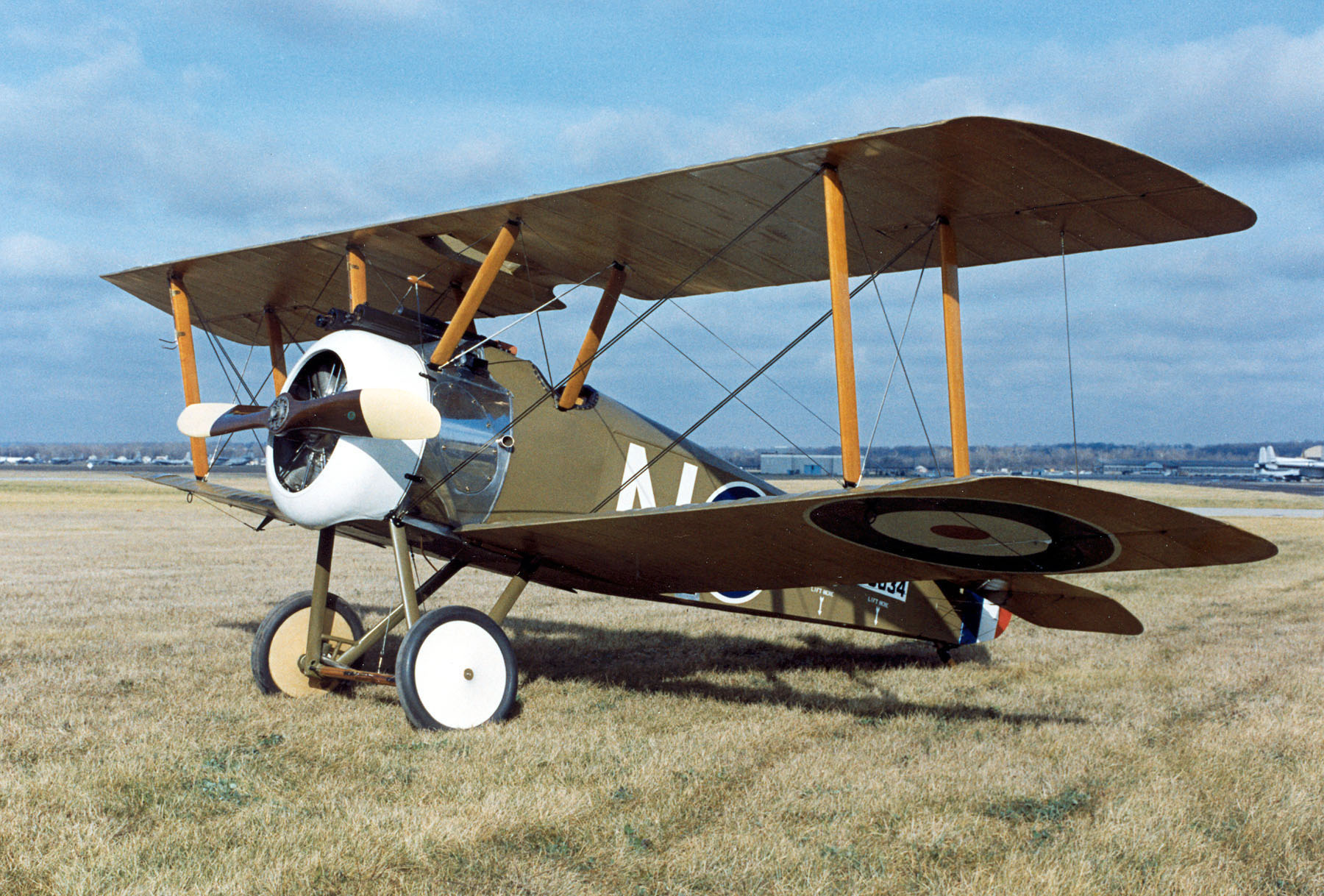
Реплика биплана Camel F.I лейтенанта Джорджа Воуна, мл., 17-я воздушная эскадра

Биплан — самолёт с двумя несущими поверхностями, как правило, расположенными одна над другой.
Данная конструкция позволяет получить бо́льшую площадь крыльев и подъёмную силу при меньшем размахе крыла, что очень существенно при недостатке прочности. По сравнению с монопланом для взлёта и посадки биплану требуется гораздо меньшая полоса. Недостатком является повышенное аэродинамическое сопротивление. Кроме того, крылья ранних самолётов обычно изготавливались из дерева и обтягивались тканью. Прочность таких крыльев не позволяла делать их слишком большими или же ставить слишком мощный мотор. Постепенно в течение 1930-х годов на смену деревянным самолётам стали приходить металлические монопланы с гораздо большей прочностью.
Биплан, у которого нижнее крыло значительно меньше верхнего, называют полуторапланом. Вариант биплана с плоскостями, расположенными не друг над другом, называют биплан-тандемом. Такая схема не распространена, однако она может позволить обходиться без горизонтального оперения (вариант схемы «утка»), как это сделал Бёрт Рутан на самолёте «Квики».
Бипланы, наряду с трипланами, были основными самолётами Первой мировой войны. Ко второй половине 1930-х годов бипланы стали заменяться более совершенными типами самолётов, в основном деревянно-металлическими или цельнометаллическими монопланами. Последними странами, где производили бипланы-истребители в том числе и в первые годы Второй мировой войны, стали Италия (Fiat CR.42 Falco), Великобритания (Gloster Gladiator) и СССР (И-153).

## Преимущества

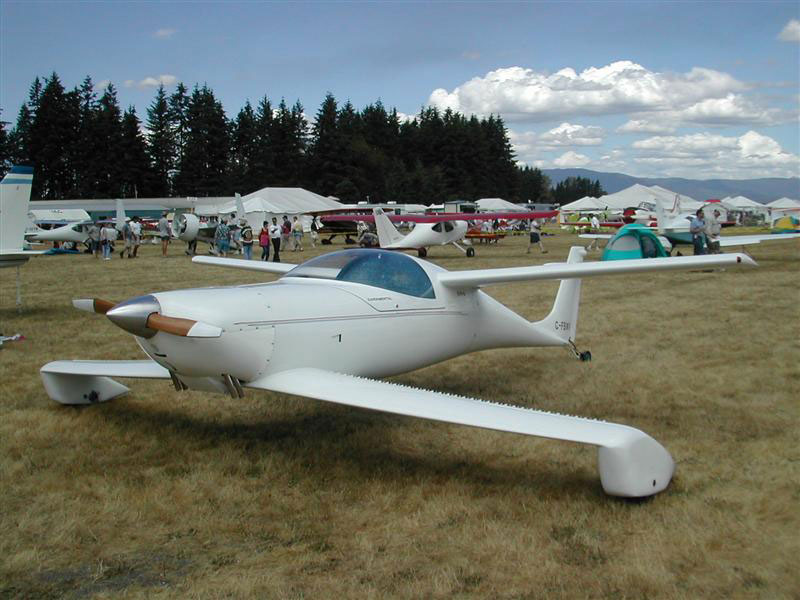
«Квики» Берта Рутана

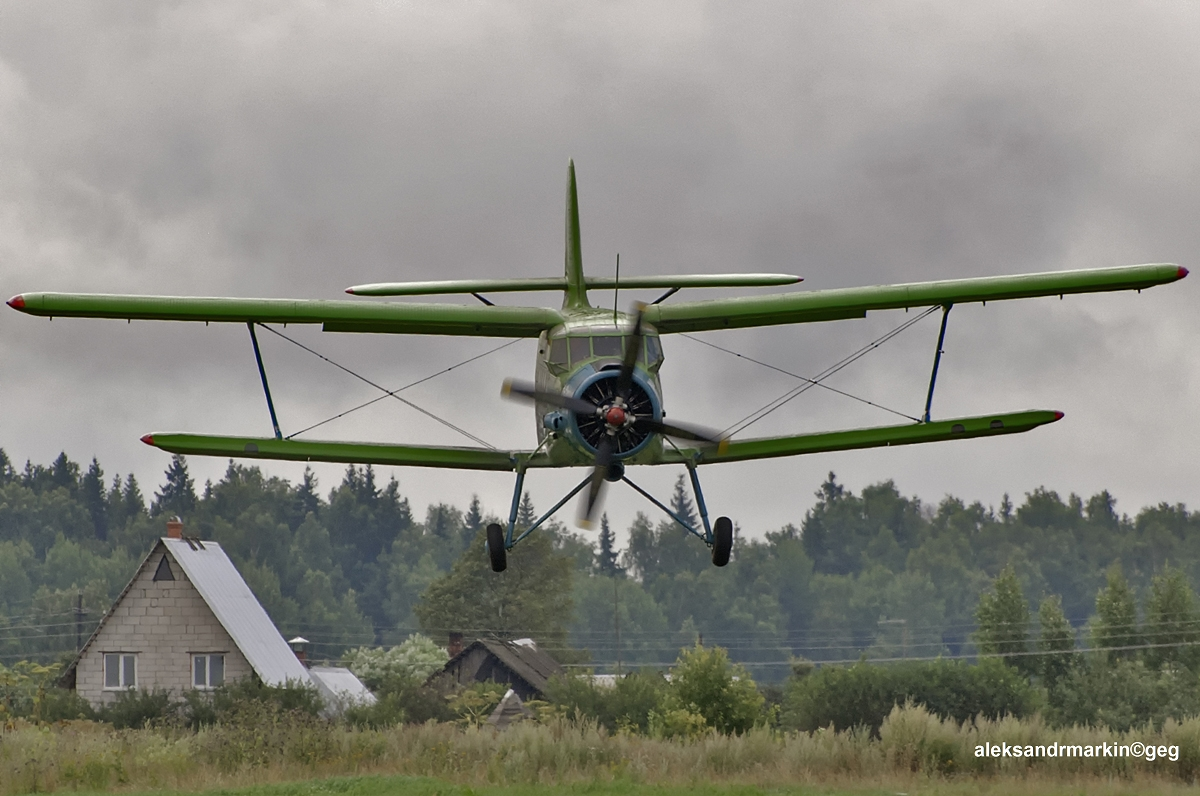
Ан-2

Разделение несущей площади на две плоскости благотворно сказывается на габаритах самолёта, что в свою очередь вызывает уменьшение общего веса, а также вертикального и горизонтального моментов инерции. Уменьшение моментов инерции положительно сказывается на маневренности аппарата. Дополнительный выигрыш в весе может дать использование расчаливания коробки крыльев. Расчаленная крыльевая коробка может быть реализована в виде статически неопределимой конструкции, что даёт дополнительный запас надёжности. Практика также показала бо́льшую, чем у монопланов, устойчивость к срыву потока с крыла, объясняемую тем, что в первую очередь срыв начинался на верхнем, как правило, вынесенном вперёд по полёту и установленному с большим углом атаки, крыле. При этом нижнее крыло продолжало выполнять несущие функции. Вместо срыва в штопор правильно построенный биплан просто опускает нос и набирает необходимую для создания подъёмной силы скорость.
В качестве преимущества в определённых условиях можно также назвать низкие скорости взлёта/посадки и, как следствие, небольшую необходимую длину взлётно-посадочной полосы.

## Недостатки
Основным недостатком биплана по сравнению с монопланом является более высокое «профильное сопротивление», вызванное наличием двух крыльев. Сопротивление системы подкосов и расчалок, которое приписывается бипланам, скорее присуще наиболее ранним конструкциям самолётов, а не самой схеме. В истории есть примеры бипланов с обоими «чистыми» (без подкосов и расчалок) крыльями.
Другим недостатком является взаимное влияние крыльев друг на друга, из-за чего подъёмная сила увеличивается только на 20 % по сравнению с одним крылом. Тем самым ухудшается аэродинамическое качество самолёта и увеличивается расход топлива.
В качестве недостатка при некоторых компоновках аппарата может также выступать ограничение обзора крыльями (хотя пилот может располагаться впереди крыльев).

## Примеры
Самолёт, который осуществил первый официально признанный полёт 17 декабря 1903 года («Флайер-1»), был бипланом.
Один из самых известных бипланов (полуторапланов) в СССР — знаменитый «кукурузник» Ан-2.
Единственная модель реактивного биплана — WSK-Mielec M-15 Belphegor.